# TrueType
TrueType («трутайп») — формат компьютерных шрифтов, разработанный корпорацией Apple в конце 1980-х годов.
Шрифты в данном формате используются во многих современных операционных системах. Файлы с такими шрифтами имеют расширение имени «ttf». В зависимости от версии формата максимальное количество хранимых символов может ограничиваться значениями 28 (256), 216 (65 536) или 232 (4 294 967 296).

## Свободное ПО
В ОС на основе свободного ПО для работы с данными шрифтами используется свободная библиотека FreeType, поддерживающая этот и другие форматы шрифтов.
Apple принадлежали три патента, имеющие отношение к некоторым способам обработки контуров шрифтов TrueType для вывода при малом размере. Так как эти патенты могли препятствовать свободному использованию таких способов, FreeType по умолчанию распространялся с отключённой их поддержкой, и обрабатывал контуры по-другому. В мае 2010 года сроки действия патентов истекли и начиная с версии 2.4 FreeType распространяется с включённой поддержкой  таких способов.

## Принцип хранения информации о символе
TrueType: формат создан для хранения информации o контуре символа (векторное изображение). В отличие от растрового символа, векторный легко масштабируется. Но и у векторного способа хранения есть свои недостатки.
Для того, чтобы однозначно понимать (интерпретировать) записанную информацию, пользуются следующими правилами:

рисунок 1 Построение прямой по двум точкам

рисунок 2 Построение кривой Безье

- информация о линии контура хранится в виде точек;
- прямая линия контура строится по двум точкам: начальной и конечной (рисунок 1);
- элемент дуги строится методом Безье: начало и конец кривой описываются точками, которые лежат на самой кривой; остальные точки, не принадлежащие кривой, служат для построения дуг (рисунок 2).

Для построения кривой, которая идёт из точки P0 в точку P2 (рисунок 2), требуется три точки: P0, P1 и P2. P1 не лежит на кривой и служит для определения её кривизны. Для расчёта каждой точки кривой воспользуемся формулой 1:
{\displaystyle \mathbf {P} (t)=(1-t)^{2}\mathbf {P} _{0}+2t(1-t)\mathbf {P} _{1}+t^{2}\mathbf {P} _{2},\quad t\in [0,1]} (формула 1)

рисунок 3 Построение более сложной кривой, состоящей из двух кривых Безье

рисунок 4 Кривая без промежуточной точки P2 (см. рисунок 3)

На рисунке 3 приведён пример сложной кривой, которая состоит из двух простых.
На рисунке 4 та же самая кривая, но точка P2 отсутствует. Её координаты восстанавливают. Например в данном случае точка P2 лежит посередине отрезка P1P3. Подробнее об этом можно почитать в описании построения кривой Безье, квадратичный метод.
Итак, для построения контура используется два вида точек. Один тип — это точка, лежащая на контуре, является началом одной кривой или отрезка и концом другой. Другой вид точек — это точки, не лежащие на контуре и являющиеся контрольными точками для построения кривой. Между двумя кривыми может отсутствовать координатная точка и её придётся восстанавливать.
Следующее правило:
- первая и последняя точка контура замыкаются. То есть контур не может быть незамкнутым. Обязательно строится отрезок или кривая из последней точки в первую.

рисунок 5 Построение символа «С»

На рисунке 5 показан приём построения одноконтурного символа «С». Контур состоит как из отрезков, так и из кривых. Или, говоря дословно, для построения этого символа использовались точки, лежащие на контуре (on-curve), и контрольные точки (не лежащие на кривой, off-curve). 25-я точка смыкается с 0-й. 26-я и 27-я точки являются контрольными (off-curve) и служат для построения кривой 25-0.

рисунок 6 Построение трёхконтурного символа «B»

рисунок 7 Закрашивание внутренних областей

На рисунке 6 показан символ, состоящий из 3 контуров.
Для того, чтобы различать контуры, существуют следующие правила:
- для каждого символа хранится информация о том, из скольких контуров его строить, а также указывается номер последней точки для каждого контура; как видно из примера 5, контур не обязан завершаться точкой on-curve;
- для того, чтобы строить контур, каждая точка имеет свой индекс, и линии (кривые) рисуются в порядке следования индексов; первый индекс 0; информация о количестве точек ограничена 16-битным числом, то есть теоретически символ может строиться из 65536 точек (точек может быть и больше).

Для того, чтобы узнать количество точек, из которого строится символ, нужно посмотреть информацию о последнем индексе последнего контура. Также необходимо просмотреть флаги всех точек. Допускается повтор точек с одними и теми же флагами несколько раз. Количество точек — номер последнего индекса + 1, так как нумерация начинается с 0, плюс сумма всех повторяющихся точек.
Заливка символа. Из рисунков 5, 6 видно, что только контуров для построения символов недостаточно. Пространство внутри контура требуется закрасить. Как это сделать, если например, символ «B» (рисунок 6) имеет три контура и требуется закрасить только то, что находится между 1-м контуром и 2-м, а также 1-м и 3-м, а то, что внутри 2-го и 3-го — не закрашивать? Для этого ввели ещё правила:
- внешний контур всегда закрашивается внутри независимо от обхода.
- внутренний контур закрашивается в зависимости от обхода внешнего контура: если порядок обхода точек совпадает, то внутренняя область закрашивается, если не совпадает, то не закрашивается (рисунок 7).
- двумя внешними контурами может быть сформирован внутренний: если обход точек двух контуров совпадает, то эта область закрашивается, если не совпадает, то не закрашивается (рисунок 7).

Точки p1 и p4 лежат внутри внешних (наружных) контуров и эта область всегда закрашивается, независимо от обхода точек.
Точка p2 попадает в область между двумя внешними контурами с разными проходами, и эта область не закрашивается.
Точки p3 и p5 попадают в области внутренних контуров и закрашивание происходит в зависимости от обхода точек. Точка P3 получается внутри контура с обходом точек против часовой стрелки, в то время как внешний контур имеет обход в другую сторону, и из-за этого область 3 не закрашивается. Точка p5 попадает в область с обходом по часовой стрелке, такое же направление обхода, что и у внешнего контура, поэтому область закрашивается.
С точки зрения построения шрифта область точки p5 избыточна. Данный внутренний объём будет закрашен в любом случае.

## Составной символ
Для сокращения числа хранения похожих символов придумали комбинировать два символа в один. Например буква Ё — это буква Е с двумя точками над ней. Точки и Е могут храниться отдельно, а при построении символа «Ё» берётся информация из двух источников.
ЁÄÜÃÑÕÝÚÐØ
Рисунок 8. Пример символов, которые можно сделать комбинированными

## Хинтинг
Несмотря на то, что шрифты в формате TrueType описаны в векторном виде и, казалось бы, должны легко масштабироваться, при отображении символов в низком разрешении могут возникать проблемы. Например, если требуется вписать векторный символ в квадрат размером 16х16 пикселей, значительная часть символа может лишь частично попасть на один пиксель. Возникает неоднозначность: следует ли закрашивать данный пиксель или оставить его незакрашенным. Для устранения данной неоднозначности в шрифты включают команды-подсказки растеризатору, которые и называют инструкциями хинтинга (хинтования). Формат TrueType позволяет хранить шрифты как с инструкциями хинтинга, так и без них. Но без этих инструкций шрифты считаются некачественными (недобросовестно исполненными), и их стараются не использовать.

## Единица измерения шрифта
Единица измерения величины шрифта — point (англо-американский пункт), которая обычно переводится как пункт, и полиграфическая единица измерения величины шрифта (французский пункт), на самом деле не совпадают. Компьютерный пункт равен 0,353 мм, а полиграфический пункт — 0,376 мм. Разница составляет около 7 %. Поэтому при указании кегля обязательно нужно уточнить, какой пункт имеет в виду заказчик, а какой заложен в верстке.

## Форматы файлов

### Basic
Основной шрифт состоит из нескольких таблиц, указанных в заголовке. Имя таблицы может иметь до четырёх букв.
Файл TrueType Collection начинается с таблицы "ttcf", которая обеспечивает доступ к шрифтам в коллекции, указывая на отдельные заголовки для каждого включенного шрифта. Все шрифты коллекции разделяют одну и ту же таблицу контуров глифов, хотя каждый шрифт может ссылаться на свои подмножества очертаний, используя свои таблицы «cmap», «name» и «loca».
Расширение ".ttf" указывает на обычный TrueType-шрифт или OpenType-шрифт с TrueType-очерчиванием, в то время как расширение ".ttc" зарезервированo для TTC-шрифтов. OpenType-шрифт с очерчиванием PostScript должен иметь расширение .otf. В принципе, OpenType-шрифт с TrueType-очерчиванием может иметь расширение .otf, но это редко делается на практике.

### Suitcase
Формат suitcase для TrueType используется в классической MacOS. Он добавляет дополнительную Apple-специфическую информацию.

### PostScript
В языке PostScript TrueType-очерчивание фигурирует как PostScript-тип 42 для шрифтов, где глифы имеют имена, или как тип 11 для CID-шрифтов, где глифы адресуются индексом.